# Enrico Reffo
Enrico Reffo (Torino, 31 luglio 1831 – Torino, 16 luglio 1917) è stato un pittore italiano.

## Biografia
È stato un importante pittore piemontese di temi religiosi. Dirigeva nel Collegio Artigianelli a Torino una scuola di pittura e scultura. 
Fu fratello di don Eugenio Reffo (Torino, 2 gennaio 1843 – 9 maggio 1925) divenuto fedele collaboratore del Murialdo e, a tutti gli effetti, cofondatore della Congregazione di San Giuseppe, che sarà poi denominata popolarmente "i Giuseppini del Murialdo".
Tra i suoi allievi si ricorda Luigi Guglielmino.
Si conservano sue opere:
- a Torino: 
  - Chiesa di San Domenico, una Santa Lucia (1910) e il Crocifisso con i SS. Tommaso, Pietro martire e Caterina da Siena;
  - Santuario della Consolata, un Sant'Andrea (1904);
  - Chiesa di San Giovanni Evangelista, in corso Vittorio Emanuele II, pitture della navata centrale, del presbiterio e dell'abside (1881-1882);
  - Chiesa di San Dalmazzo, in via Garibaldi, tutta la decorazione murale interna (1895-1916) è opera sua e dei suoi allievi;
  - Chiesa di San Filippo Neri, in via Maria Vittoria, il dipinto della Madonna col Bambino e santi;
  - Chiesa della Salute, nella via omonima, il dipinto della Madonna della salute, il Trittico degli Arcangeli ed il Trittico del Sacro Cuore;
  - Santuario di Maria Ausiliatrice, pala dei santi  Avventore, Solutore e Ottavio, 1893.
  - Chiesa di San Tommaso, in via Pietro Micca, la pala dell'altare sinistro dell'Immacolata e santi francescani (1879).
- A Nizza Monferrato, nella Chiesa del Sacro Cuore, il dipinto Nostra Signora delle Grazie (1905).
- A Giaveno, gli affreschi del presbiterio e dell'abside della collegiata di San Lorenzo.
- A Vigone, nella chiesa di Santa Maria del Borgo.

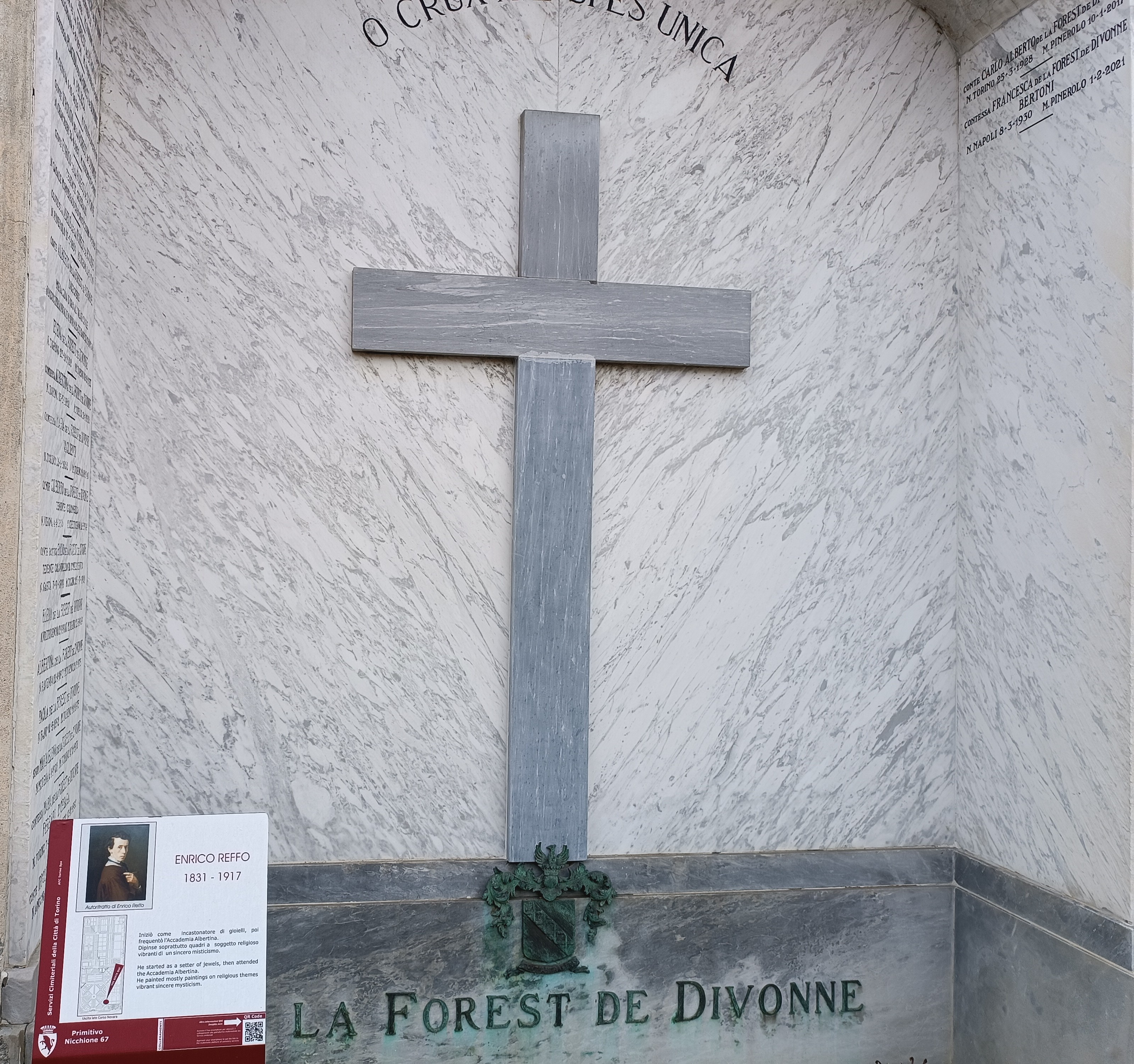
Tomba di Enrico Reffo al Cimitero Monumentale di Torino

- A Volpiano, nella chiesa parrocchiale.
- A Leini, le tele degli altari di Sant'Orsola e del suffragio, nella chiesa parrocchiale.
- A Pinerolo, nel museo diocesano vi sono alcune pitture del Reffo e della sua scuola.
- A Chieri, nella Cappella di San Filippo (di proprietà del Comune) quattro tele raffiguranti San Giuseppe, San Francesco di Sales, il Sacro Cuore di Gesù, San Francesco di Sales e San Tommaso d'Aquino, su commissione del rettore del Seminario torinese, che ebbe sede a Chieri dal 1828 al 1949.
- A Cremona, Chiesa di San Luca: Madonna della Divina Provvidenza (1896).

Nel Collegio Artigianelli una mostra presenta in originale o in copia alcuni lavori del maestro e dei suoi allievi.
È sepolto nel Cimitero monumentale di Torino (Ampliazione Primitivo SUD - Nicchione 67 - Manufatto 0002).
Il 22 agosto 1926 a Cravagliana fu inaugurata una targa in bronzo alla sua memoria, posta sopra l'ingresso del Municipio opera dello scultore Carlo Conti di Borgosesia.